# Agnelpas
De Agnelpas (Italiaans: Colle d'Agnello; Frans: Col Agnel) ligt in de Cottische Alpen op de grens tussen Italië (provincie Cuneo) en Frankrijk (departement Hautes-Alpes). Met zijn 2744 meter hoogte is deze pasweg een van de hoogsten van Europa. Van oktober tot en met mei is de pas voor verkeer afgesloten vanwege grote sneeuwval.
De pas is gedurende het zomerseizoen vanuit Italië te bereiken via de Valle Varaita en vanuit Frankrijk door het dal van de Aigue Agnelle in het regionaal natuurpark de Queyras. De wegen zijn vrij smal en nabij de top ook behoorlijk bochtig. Vanaf de pashoogte heeft men uitzicht op de 3841 meter hoge piramide van de Monviso, de Pain de Sucre en de Crête de la Taillante. De pas is het beginpunt voor wandelingen naar de Col Vieux (2806 meter) en de Col de Chamoussière (2828 meter).

## Ronde van Italië
De Agnelpas is al meerdere malen opgenomen in de Ronde van Italië. Vier keer, in 1994, in 2000, in 2007 en in 2016, was hij zelfs de Cima Coppi, het dak van de Giro.
In 1995 werd de beklimming van de Agnelpas geannuleerd wegens sneeuwval.
In 2016 verspeelde Steven Kruijswijk op de Agnelpas zijn leiderstrui in de Ronde van Italië. Kruijswijk, tot dan toe de sterkste man in koers, maakte een stuurfout in de afdaling en verloor als gevolg van zijn val de roze trui aan de Colombiaan Esteban Chaves. Na afloop bleek dat Kruijswijk een gebroken rib had opgelopen bij zijn val.
| jaar | eerste boven        | nationaliteit |
| ---- | ------------------- | ------------- |
| 1994 | Stefano Zanini      | ITA           |
| 2000 | José Jaime González | COL           |
| 2007 | Yoann Le Boulanger  | FRA           |
| 2016 | Michele Scarponi    | ITA           |

## Ronde van Frankrijk
De Agnelpas was opgenomen in de route van de Ronde van Frankrijk 2008. In de 15e etappe op zondag 20 juli 2008 was de berg opgenomen als berg van de buitencategorie tijdens de etappe van Embrun (Hautes-Alpes, Frankrijk) naar de berg Prato Nevoso (Cuneo, Italië).
In het parcours van 2011 was de Agnelpas weer opgenomen in de route. In de 18de etappe op donderdag 21 juli 2011 van Pinerolo naar de Col du Galibier/Serre Chevalier reden de renners via de Italiaanse kant de berg op. Maksim Iglinski was de renner die als eerste boven was.
| jaar | eerste boven    | nationaliteit |
| ---- | --------------- | ------------- |
| 2008 | Egoi Martínez   | ESP           |
| 2011 | Maksim Iglinski | KAZ           |

Agnello · Aprica · Assietta · Baremone · Brenner · Brocon · Cadibona · Capannelle · Campolongo · Costalunga · Croce Dominii · Cuvignone · Duran · Esischie · Falzarego · Fauniera · Fedaia · Finestre · Forcola di Livigno · Foscagno · Gardena · Gavia · Giau · Giogo di Bala · Grote Sint-Bernhard · Jaufen · Joux · Kleine Sint-Bernhard · Lavaze · Leonessa · Lombarda · Maddalena · Manghen · Maniva · Mendel · Montgenèvre · Mont-Cenis · Monte Cristo · Mortirolo · Nigra · Nivolet · Penser Joch · Platigliolepas · Pfitscherjoch · Plöcken · Pordoi · Pratoriscio · Predil · Presolana · Reschen · Rolle · Sampeyre · San Carlo · San Marco · San Pellegrino · San Zeno · Scale · Sella · Sestriere · Sommeiller · Splügen · Staller Sattel · Staulanza · Stelvio · Tenda · Timmelsjoch · Tonale · Tre Croci · Tremalzo · Umbrail · Val Bighera · Valcavera · Valles · Valparola · Via del Sale · Vivione · Würz